# Friday the 13th Part VII: The New Blood
Friday the 13th Part VII: The New Blood é um filme de terror norte-americano de 1988, do subgênero slasher sobrenatural , dirigido por John Carl Buechler. Sétimo filme da franquia Sexta-Feira 13, marcou a primeira aparição de Kane Hodder no papel de Jason Voorhees, papel que repetiria por mais três sequências até Jason X. O enredo do filme gira em torno de uma adolescente psicocinética que, inadvertidamente, liberta Jason de seu túmulo em Crystal Lake, onde ela e seus amigos estão passando um fim de semana.
O filme foi lançado após Friday the 13th Part VI: Jason Lives e pretendia ter um padrão de qualidade mais elevado do que o das sequências anteriores da franquia, com cineastas conceituados sendo considerados para dirigir o projeto. A Paramount Pictures buscou firmar uma parceria com a New Line Cinema para criar um filme crossover entre as franquias Sexta-Feira 13 e A Nightmare on Elm Street, o que só seria concretizado em 2003 com Freddy vs. Jason. Depois de vários conceitos recusados, o roteirista Daryl Haney sugeriu a ideia de fazer um filme de "Jason vs. Carrie", no qual Jason lutaria contra uma adolescente com poderes psicocinéticos. The New Blood foi seguido por Friday the 13th Part VIII: Jason Takes Manhattan.

## Sinopse
Perto do local onde Tommy teve sua luta final contra Jason, a jovem Tina Shepard acidentalmente matou seu pai por meio de seus poderes mentais. Agora, aos dezessete anos, Tina retorna à Crystal Lake com sua mãe, Amanda, e seu psiquiatra, Dr. Crews. Na casa ao lado, um grupo se reúne para uma festa de aniversário surpresa de um amigo. Tina encontra Nick, que se apresenta e a ajuda quando ela deixa cair uma mala.
Dr. Crews logo leva Tina a testar suas habilidades mentais, pressionando-a com insinuações de culpa sobre a morte de seu pai. Naquela noite, Tina sente uma presença no lago e traz Jason, que ali foi preso por Tommy, de volta à vida. Tina desmaia, mas logo tenta contar a sua mãe e aos outros sobre o "homem do lago", mas ninguém acredita. Nick convida Tina para a festa de aniversário naquela noite, mas o aniversariante Michael e sua namorada Jane morrem no caminho. Na festa, Tina tem uma visão de Jason matando Michael e corre para casa. Crews tenta convencê-la de que tudo não passou de ilusão. Perto dali, os campistas Judy e Dan são logo mortos por Jason.
Na noite seguinte, após um confronto com Melissa, na sessão com Crews, Tina fica bastante irritada e faz levitar uma televisão na direção dele. Tina confessa a Nick que suspeita da morte de Michael, enquanto ao lado, Russell e Sandra são mortos ao irem fazer um mergulho. Dr. Crews sai para caminhar e encontra o corpo de Michael. Em casa, Amanda acha que Crews está tentando forçar Tina a aumentar sua telecinese. Ao retornar, Crews discute com Tina e ela vai embora - e acaba tendo uma visão de Jason matando sua mãe. Ela cai, e volta para a casa a pé e encontra Nick no caminho. Enquanto isso, Maddy é morta por Jason.
Tina e Nick encontram o corpo de Michael. Enquanto isso, Jason mata Ben e Kate e corta a energia da casa de Partiers antes de matar David. Tina e Nick chegam à casa, e ao lado, Melissa sai à procura de Nick, mas antes Jason mata Eddie e Robin. Na floresta, Jason mata Amanda Shepard. Nick encontra corpo de Eddie, mas Tina não está em casa quando ele retorna. Tina logo encontra Crews e vai à procura de sua mãe quando ele diz que ela está "desaparecida". Jason despacha Crews com um cortador de grama e persegue Tina em seguida. Tina eletrocuta Jason, mas ele se levanta e a persegue até a casa da festa. Depois de tentar detê-lo com seus poderes telecinéticos, ela corre de volta para casa e encontra Nick e Melissa. Ao abrir a porta, Melissa se depara com Jason à sua frente e ele acerta sua cabeça com um machado. Jason persegue Tina e Nick e eles correm para o andar de cima, prontos para enfrentar Jason.
Nick tenta lutar contra Jason, mas é rapidamente subjugado. Tina libera seus poderes, apertando a máscara de Jason até parti-la ao meio, revelando o rosto desfigurado de Jason. Enquanto a batalha continua, a cabana à beira do lago é destruída por um incêndio explosivo. Embora Tina seja incapaz de matar Jason, ela inconscientemente invoca o espírito de seu pai, que emerge do lago e arrasta Jason de volta com ele para as profundezas de Crystal Lake, acorrentando o assassino mais uma vez. Na manhã seguinte, Tina e Nick são levados na ambulância. Enquanto alguém encontra a máscara quebrada de Jason nos destroços, a tela fica preta enquanto os sussurros de Jason podem ser ouvidos de longe.

## Elenco

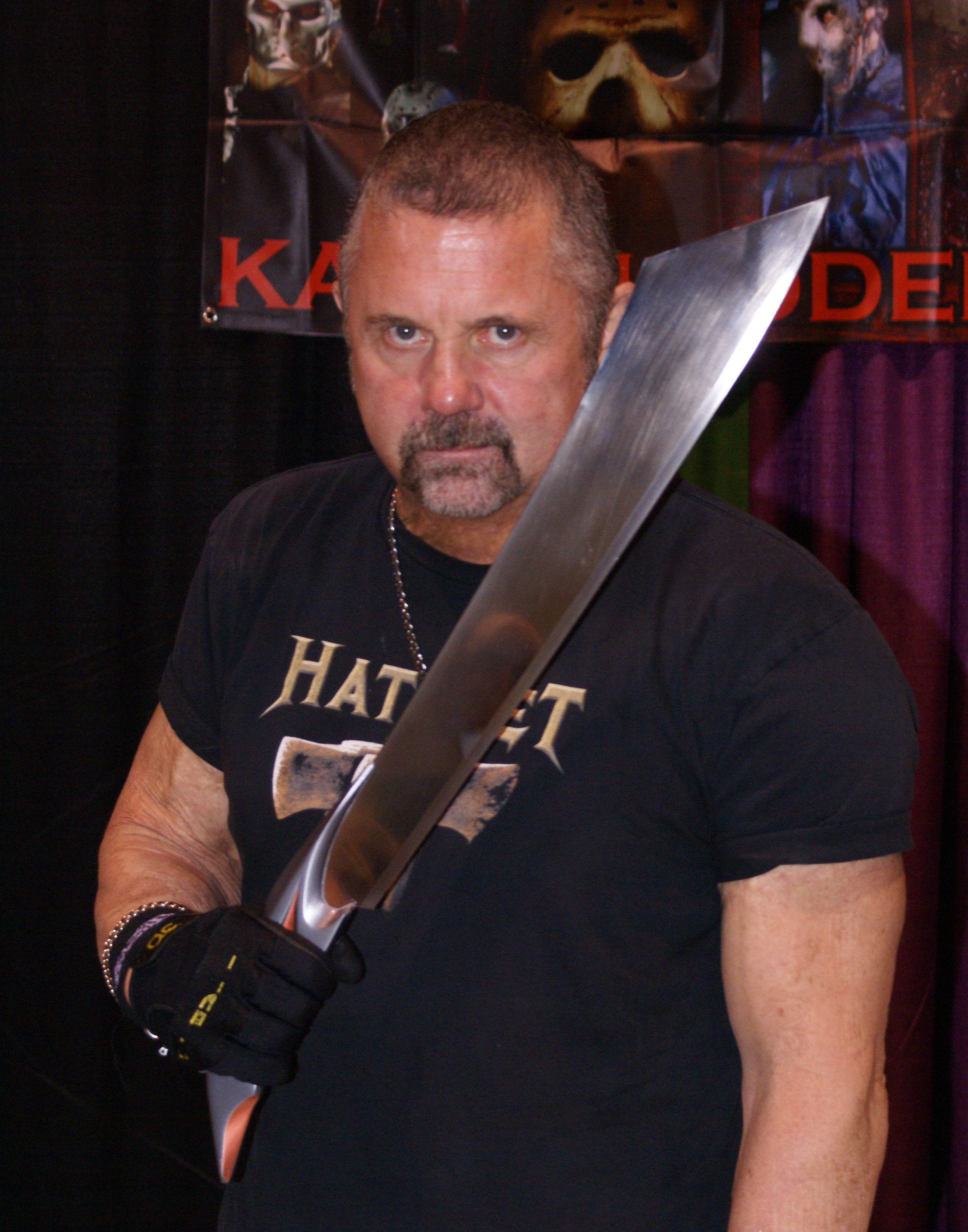
The New Blood foi o primeiro filme da série com Kane Hooder no papel de Jason

| Atriz / Ator        | Personagem            |
| ------------------- | --------------------- |
| Lar Park Lincoln    | Tina Shepard          |
| Jennifer Banko      | Tina Shepard (Jovem)  |
| Kevin Spirtas       | Nicki                 |
| Susa Jennifer Kelly | Melissa               |
| Susan Blu           | Amanda Shepard        |
| Terry Kiser         | Dr. Christopher Crews |
| Elizabeth Kaitan    | Robin                 |
| Jon Renfield        | David                 |
| Diana Barrows       | Maddy                 |
| Heidi Kozak         | Sandra                |
| Jeff Bennett        | Ediie                 |
| Larry Cox           | Russell               |
| Diane Almeida       | Kate                  |
| Craig Thomas        | Ben                   |
| William Butler      | Michael               |
| Staci Greason       | Jane                  |
| John Otrin          | Mr. Shepard           |
| Kane Hooder         | Jason Voorhees        |

## Produção

### Conceito
Após a sequência anterior, Friday the 13th Part VI: Jason Lives, reintroduzir o personagem Jason Voorhees na série, a Parte VII originalmente estava prevista para ser um filme crossover entre Jason Voorhees e Freddy Krueger. Enquanto a cada sequência de Sexta-Feira 13 os lucros em bilheteria diminuíam cada vez mais, os filmes da série A Nightmare on Elm Street arrecadavam quase o dobro dos filmes da franquia de Jason. A Paramount Pictures propôs a ideia do crosssover à  New Line Cinema, a companhia rival que detinha os direitos da franquia Elm Street, com a Paramount controlando a distribuição doméstica e a New Line controlando a distribuição internacional. A ideia foi abandonada após as duas empresas não conseguirem chegar a um acordo, mas o conceito acabou se concretizando com Freddy vs. Jason em 2003, depois que a New Line comprou os direitos da franquia Sexta-Feira 13.
Um dos conceitos para a Parte VII foi concebido pela produtora associada Barbara Sachs, e foi notado como sendo similar ao enredo de Tubarão, ao envolver um empreiteiro que encobriria os massacres anteriores de Jason Voorhees a fim de construir condomínios rentáveis em Crystal Lake. O produtor executivo Frank Mancuso Jr. recusou a ideia e o roteirista Daryl Haney sugeriu: "Há sempre uma adolescente que é deixada para lutar com Jason sozinha. E se a garota tivesse poderes telecinéticos?" Sachs, que considerou o conceito "Jason vs. Carrie" "uma ideia interessante", queria que a sequência fosse mais respeitável que os filmes anteriores da série. Haney afirmou que "Ela queria que fosse diferente de qualquer outro filme Sexta-Feira 13. Ela queria ganhar um Óscar". Vários diretores conceituados foram considerados para o trabalho, incluindo o cineasta italiano Federico Fellini. O título original do filme foi Birthday Bash, escolhido para esconder sua identidade como um filme Sexta-Feira 13.

### Filmagens
Toda a produção deste filme foi programada, concluída e liberada no prazo de seis meses. As filmagens aconteceram de outubro a novembro de 1987 no Condado de Baldwin, sul do Alabama, na cidade de Byrnes Lake. O diretor John Carl Buechler declarou que a localidade remota no Alabama foi escolhida não por um incentivo oferecido pelo estado, mas por questão de logística – "nós estávamos nos escondendo, porque era um filme da Paramount que contava com profissionais não-sindicalizados." Alguns atores declararam se lembrar de que filmaram em um local "selvagem e indomável", em que a equipe foi alertada sobre jacarés e cobras.
O filme marca a primeira das quatro aparições de Kane Hodder como Jason, o único ator a reprisar o papel. Embora C. J. Graham, que havia interpretado Jason na Parte VI, tenha sido incialmente considerado, Hodder foi escolhido com base em seu papel no filme Prison (1987), para o qual o diretor de The New Blood, Carl Buechler, havia trabalhado como artista de efeitos especiais. Naquele filme, Hodder filmou uma cena na qual seu personagem, um prisioneiro executado na cadeira elétrica, se ergue do túmulo. O próprio Hodder sugeriu a Buechler que ele tivesse vermes saindo da boca durante a cena para aumentar o efeito de decomposição, e passou a filmar a sequência com larvas vivas saindo da boca. Buechler lembrou de tamanha entrega de Hodder a tal papel ao selecionar o elenco de The New Blood e, assim, acabou escolhendo Hodder em detrimento de Graham. Graham expressou desapontamento, pois ele esperava reprisar o papel de Jason e se tornar sinônimo do personagem, assim como Boris Karloff fez com o monstro de Frankenstein, mas, em última análise, expressou satisfação com a interpretação de Hodder e afirmou não guardar mágoa por não ter sido convidado à retornar a série.
Hodder continuaria a fazer história no cinema ao filmar o incêndio controlado por mais tempo em tela na história de Hollywood. Na cena em que Tina faz uma fornalha atirar chamas em Jason, Hodder foi realmente incendiado por um aparelho manipulado para que a combustão pudesse ser capturada em filme (em vez de ser editada mais tarde por truques de fotografia). Hodder ficou em chamas durante 40 segundos, um recorde na época.

### Pós-produção

A famosa "cena da morte no saco de dormir" sofreu diversos cortes em virtude da classificação indicativa do filme. A cena original é mais violenta do que a vista nos cinemas

Várias cenas de gore explícito foram cortadas, a fim de evitar uma classificação X (proibido para menores de 17 anos) nos cinemas norte-americanos, sendo um dos filmes que mais sofreu cortes com base na classificação indicativa em toda a série. Uma das cenas mais lembradas do filme, aquela em  que Jason mata uma jovem que tenta se esconder dentro de um saco de dormir, foi uma das que mais sofreu cortes na edição. Na versão lançada nos cinemas, uma única pancada contra a árvore foi suficiente para executar a morte, porém, na versão original, Jason batia o saco de dormir contra a árvore seis vezes e, a cada pancada, uma quantidade maior de sangue era mostrada. A Motion Picture Association of America forçou o corte de praticamente todas as pancadas, de modo que a cena foi submetida nove vezes à análise dos censores para que o filme recebesse uma classificação mais branda. Kane Hodder declarou que a filmagem desta cena o deixou muito exausto, visto que ele teve que fazer o movimento diversas vezes com um saco de dormir pesado, e que por isso ele ficou bastante frustrado com o grande corte que a cena sofreu.
Algumas das outras cenas alteradas foram a da morte de Maddy, que originalmente mostrava uma foice cravada em seu pescoço; a de Ben, que mostrava Jason esmagando lentamente sua cabeça; a de Kate, que mostrava seu estado após ter um assoprador espetado no olho;  a de Melissa, cujos olhos eram mostrados ainda se contorcendo enquanto Jason a atingia na cabeça com um machado; e a do Dr. Crew, cujo abdome perfurado por um uma lâmina de serra motorizada expunha brevemente suas entranhas. A cena final mostraria um pescador em um barco sendo puxado por Jason para dentro do lago, remetendo ao final do primeiro filme da série, mas a cena foi excluída após Frank Mancuso Jr.,CEO da Paramount, considerar que o recurso do "susto final" já estava ultrapassado no cinema de terror – ele tomou essa decisão após assistir ao filme Atração Fatal, que usou esse recurso em sua última cena e foi lançado durante as gravações de The New Blood.

## Trilha sonora
Em 27 de setembro de 2005 a BSX Records lançou um CD de edição limitada com as partituras de Fred Mollin para Friday the 13th Part VII e VIII.

## Lançamento e recepção

### Bilheteria
Friday the 13th Part VII: The New Blood estreou na sexta-feira, 13 de maio de 1988, em 1.796 cinemas, ficou em primeiro lugar nas bilheterias e faturou US$ 8.2 milhões em seu fim de semana de estreia. Em última análise, o filme arrecadou um total de US$ 19.2 milhões em bilheteria nos Estados Unidos, colocando-se em número 53 na lista dos filmes com melhor desempenho financeiro naquele ano.

### Home media
O filme foi lançado em DVD em 2004, como parte de uma coleção em boxset com os oito primeiros filmes da série chamada From Crystal Lake to Manhattan - Ultimate Edition DVD Collection. Em 2009, foi lançado individualmente em DVD na versão deluxe. Essas duas versões em DVD contêm, entre seus materiais bônus, as cenas excluídas na versão do filme vista nos cinemas. Essas cenas estão disponíveis apenas em workprint, sendo que a edição deluxe apresenta mais imagens adicionais do que a coleção em boxset. The New Blood foi lançado em Blu-Ray em 2013, como parte da coleção Friday the 13th: The Complete Collection, contendo todos os doze filmes da franquia, numa parceria entre a Paramount e a Warner Brothers. Contrariando as expectativas dos fãs, esse lançamento, assim como as edições anteriores em DVD, não apresentou a versão sem cortes do filme.
No Brasil, Sexta-Feira 13 - Parte VII - A Matança Continua foi lançado em VHS pela CIC Vídeo

### Crítica
O agregador de críticas Rotten Tomatoes indica que 30% de 30 críticos especializados deram uma crítica positive ao filme; a classificação media é de 4.4 em 10.
John Carl Buechler, o diretor, que também criou os efeitos especiais de maquiagem do filme, é creditado como o criador do "Jason definitivo" no comentário em áudio do filme para a coleção em DVD da série. Posteriormente, o filme foi  mencionado nos romances American Psycho de Bret Easton Ellis e The Time Traveler's Wife de Audrey Niffenegger.